# Thanh Thúy (ca sĩ sinh 1977)
Thanh Thúy tên đầy đủ là Nguyễn Thị Thanh Thúy (sinh ngày 5 tháng 9 năm 1977) là ca sĩ, diễn viên, chính khách và sĩ quan Quân đội nhân dân Việt Nam; được nhà nước Việt Nam phong tặng danh hiệu Nghệ sĩ Ưu tú năm 2012 và Nghệ sĩ nhân dân năm 2023. Cô còn là diễn viên trong một số bộ phim như "Người con gái đất đỏ", "Đất khách", "Ngã rẽ cuộc đời" và "Dưới cờ đại nghĩa".
Ngoài ra cô là đại biểu Hội đồng nhân dân Thành phố Hồ Chí Minh từ năm 2011, Đoàn phó Đoàn văn công Quân khu 7 (còn gọi là Đoàn Nghệ thuật Quân khu 7). Cô từng là một sĩ quan Quân đội nhân dân Việt Nam với cấp bậc Trung tá, từ cuối năm 2017 cô là Phó giám đốc Sở Văn hóa và Thể thao Thành phố Hồ Chí Minh.

## Tiểu sử
Thanh Thúy quê tại xã Nhị Long Phú, huyện Càng Long, tỉnh Trà Vinh trong một gia đình có ba người con. Ngoài hai anh trai thì cô là con gái út. Cha cô là một cựu sĩ quan Quân đội nhân dân Việt Nam. Mẹ cô là một cựu đoàn viên thanh niên xung phong trong thời Chiến tranh Việt Nam. Song thân của cô đều là người Trà Vinh. Hiện cô sống và làm việc tại Thành phố Hồ Chí Minh.
Cô có trình độ thạc sĩ nghệ thuật âm nhạc, đạo diễn âm nhạc, đạo diễn sân khấu; cao cấp lý luận chính trị.

## Sự nghiệp

### Âm nhạc
Từ nhỏ, cô đã được nhận biết có năng khiếu ca hát dù những bài hát đầu tiên cô biểu diễn lại thuộc thể loại cải lương. Tuy từng là vận động viên cờ vua cấp A1 của Thành phố Hồ Chí Minh khi mới 12 tuổi, nhưng cô lại không theo nghiệp này. Năm 15 tuổi, cô tham gia vào Đoàn văn công Quân khu 7 (còn gọi là Đoàn Nghệ thuật Quân khu 7), bấy giờ do nhạc sĩ Vũ Thanh làm Trưởng đoàn, được đào tạo để trở thành một ca sĩ chuyên nghiệp trong thể loại nhạc cách mạng.
Năm 1994, cô đoạt Giải nhất Tiếng hát Truyền hình Thành phố Hồ Chí Minh và sau đó, năm 1997, cô đoạt tiếp Giải nhất Tiếng hát Truyền hình toàn quốc 1997.
Nhiều bài hát cách mạng do cô thể hiện được nhiều người yêu thích (Viếng Lăng Bác, Miền Nam nhớ mãi ơn Người, Biết ơn chị Võ Thị Sáu, Gần lắm Trường Sa, Nhớ chiến khu, Xuân chiến khu, Anh Ba Hưng, Người là niềm tin tất thắng và Qua sông).

### Diễn xuất
Bài hát mà cô biểu diễn được nhiều người biết đến là "Biết ơn chị Võ Thị Sáu", do nhạc sĩ Nguyễn Đức Toàn sáng tác, từng giúp cô đoạt giải tại Tiếng hát Truyền hình Thành phố Hồ Chí Minh. Chính vì việc này, cô được đạo diễn Lê Dân mời đóng vai nhân vật Võ Thị Sáu trong phim "Người con gái đất đỏ" vào năm 1995. Sau vai diễn đầu tiên này, cô được mời tham gia nhiều bộ phim khác nhau, trong đó nổi tiếng với vai Lệ Mai - cô gái người gốc Hoa trong phim "Đất khách". Bài hát chính trong bộ phim - "Trên mảnh đất tình người" của nhạc sĩ Trần Long Ẩn, do cô trình bày, cũng là một bài hát được nhiều người yêu thích.

### Binh nghiệp và hoạt động chính trị
Cô là sĩ quan Quân đội nhân dân Việt Nam với cấp bậc Trung tá.
Cô từng là Đoàn phó Đoàn văn công Quân khu 7 (còn gọi là Đoàn Nghệ thuật Quân khu 7) và đại biểu Hội đồng nhân dân Thành phố Hồ Chí Minh khóa 8, nhiệm kỳ 2011 – 2016  và khóa IX (2016 – 2021).
Tháng 11 năm 2017, cô được bổ nhiệm làm Phó giám đốc Sở Văn hóa và Thể thao Thành phố Hồ Chí Minh nhiệm kỳ 5 năm.

## Giải thưởng
- 1994: Giải nhất Tiếng hát truyền hình TP.HCM.
- 1997: Giải nhất Tiếng hát truyền hình toàn quốc.
- 2015: Đoạt giải Giải Mai Vàng ở hạng mục “Ca sĩ hát nhạc truyền thống cách mạng được yêu thích nhất”.[5]
- 2015: Tại cuộc thi Nghệ thuật ca múa nhạc chuyên nghiệp toàn quốc đợt 2, Chương trình nghệ thuật Khúc tráng ca Miền Đông do đạo diễn Thanh Thúy chỉ đạo đã đã đoạt huy chương vàng; Thanh Thúy đạt giải thưởng chỉ đạo nghệ thuật xuất sắc.